# Allocassine laurifolia
Allocassine laurifolia es la única especie del género monotípico Allocassine,  perteneciente a la familia de las celastráceas. Es  originaria del sur de  África.

## Descripción
Es un arbusto, bejuco o trepadora, que alcanza un tamaño de 3-5 m de altura, con las ramas ± aplanadas y de color gris cuando joven, convirtiéndose con el tiempo en color púrpura-rojo, glabras, cilíndricos y oscuras;  las hojas (sub) opuestas, alternas en los brotes jóvenes, de color verde azulado.

## Ecología
Se encuentra en los bosques de hoja perenne, sobre todo en los desfiladeros a una altitud de 120-1600 metros en Sudáfrica, Suazilandia.

## Taxonomía
Allocassine laurifolia fue descrita por (Harv.) N.Robson  y publicado en Boletim da Sociedade Broteriana, sér. 2 39: 32. 1965.
Sinonimia
- Cassine laurifolia (Harv.) Davison
- Cassine laurifolia Davidson
- Elaeodendron laurifolium Harv.[3][4]